# Boo Kullberg
Anders Boo Georg Kullberg (Stockholm, 1889. május 23. – Stockholm, 1962. április 5.) olimpiai bajnok svéd tornász.
Részt vett az 1912. évi nyári olimpiai játékokon, és tornában a svéd rendszerű csapat összetettben aranyérmes lett.
Klubcsapata a Stockholms GF volt.